# Aechmea aquilega
Aechmea aquilega, biljna vrsta iz porodice tamjanikovki (Bromeliaceae), domorodna u tropskoj Americi u Brazilu, Kostariki, Gvajani, Francuskoj Gvajani, Venezueli, Venezuelskim Antilima i Trinidadu i Tobagu.
Postoji jedna podvrsta A. a. var. chrysocoma. Van domovine može se naći po botaničkim vrtovima, među kojima i u Grazu i Berlinu.
- Botanički vrt Liberec, Češka
- Botanički vrt u Berlinu
- Botanički vrt u Heidelbergu, Njemačka
- Botanički vrt u Heidelbergu, Njemačka

## Sinonimi
- Aechmea aquilega f. alba Oliva-Esteve
- Aechmea aquilega var. aquilega
- Aechmea aquilegioides Kuntze
- Aechmea exsudans (Lodd.) E.Morren
- Aechmea meyeri Baker
- Bromelia aquilega Salisb.
- Bromelia exsudans Lodd.
- Bromelia paniculigera Rchb.
- Bromelia surinamensis Miq.
- Gravisia aquilega (Salisb.) Mez
- Gravisia exsudans (Lodd.) Mez
- Hohenbergia exsudans (Lodd.) E.Morren
- Tillandsia exsudans (Lodd.) Desf.